# Chris Walley
Chris Walley (nacido el 21 de junio de 1995) es un actor irlandés. Es mejor conocido por su papel de Jock O'Keeffe en la película de comedia The Young Offenders (2016), por la que ganó un premio IFTA, y su posterior serie de RTÉ y BBC Three. Ganó un premio Laurence Olivier por su actuación en el revival de El teniente de Inishmore en el West End.

## Primeros años
Walley nació en el condado de Cork, Irlanda, y se crio en el área de Glanmire. Fue alumno del Christian Brothers College, Cork. Walley es bisnieto de William Norton, ex Tánaiste.
Desde temprana edad, Walley se interesó por los estudios de drama y teatro, asistiendo a clases en la Gaiety School of Acting y la Cork School of Music. Como estudiante en la Escuela de Música de Cork, Walley fue miembro de su grupo de Teatro Juvenil, actuando en producciones como Antígona de Anouilh, además de recibir lecciones individuales bajo la tutela de Trína Scott. Walley audicionó para la Real Academia de Arte Dramático en Londres después de completar su educación secundaria, sin embargo, no tuvo éxito en su solicitud y, en su lugar, comenzó a estudiar a tiempo completo en la Escuela de Música de Cork como parte de su Licenciatura en Drama y Teatro. Al año siguiente, Walley volvió a hacer una audición para la RADA y se le ofreció uno de sus codiciados 28 lugares, por delante de otros 3500 solicitantes.

## Carrera
Antes de comenzar la educación de tercer nivel, Walley había hecho una audición y ganó un papel en una película irlandesa independiente, que se filmaría localmente en Cork. La película resultante, The Young Offenders, escrita y dirigida por Peter Foott, se convirtió en la película irlandesa que más rápido superó el millón de euros en la taquilla irlandesa en 2016. Por su papel de Jock, Walley fue nominado a numerosos premios, incluido el IFTA al Mejor Actor de Reparto. Con la popularidad de la película, el 9 de mayo de 2017, se confirmó que RTÉ había encargado un programa de televisión de seis episodios, basado en la película del mismo nombre. La primera serie comenzó a transmitirse el 1 de febrero de 2018, transmitida por RTÉ Two en Irlanda y transmitida a través del servicio de televisión en línea BBC Three. Con una recepción popular y alta, se volvió a encargar una segunda serie, la fecha de lanzamiento proyectada no fue revelada. Por su papel en la serie de televisión, Walley recibió el IFTA a la Mejor Interpretación Masculina - Televisión.
En 2018, Walley participó junto a Aidan Turner en un revival de la obra de Martin McDonagh El teniente de Inishmore, que se estrenó en el Teatro Noël Coward en junio de ese mismo año. Por su actuación, Walley recibió críticas excepcionales, con TimeOut London escribiendo, 'en un elenco uniformemente fuerte, Walley merece un elogio especial. Un recién llegado virtual, es insoportablemente brillante como el Davey vestido de salmonete, que se enfrenta a cada nueva indignidad que se le amontona con una impresionante mezcla de resignación e histeria', Broadway World dijo que, 'nunca serías capaz de adivinar que este es su debut en West End', y The New York Times declarando, 'Chris Walley... transmite sin esfuerzo la lógica ilógica y la mundanidad perversa del diálogo'. Por esta actuación, Walley fue nominado para el premio Evening Standard Emerging Talent Award, y fue seleccionado como BAFTA Breakthrough Brit, una iniciativa establecida por los premios de la Academia Británica de Cine y Televisión para fomentar los talentos de los miembros emergentes del mundo de las artes, ofreciéndoles tutoría por un año.

## Filmografía

### Películas
| Año  | Título                           | Papel          | Notas                                                                            |
| ---- | -------------------------------- | -------------- | -------------------------------------------------------------------------------- |
| 2016 | The Young Offenders              | Jock Murphy    |                                                                                  |
| 2019 | Spanish Pigeon                   | John           | Cortometraje                                                                     |
| 2019 | 1917                             | Cabo Bullen    |                                                                                  |
| 2020 | Pixie                            | Daniel Donelly |                                                                                  |
| 2023 | Unwelcome                        | Killian        |                                                                                  |
| 2023 | The Last Voyage of the Demeter † | Abrams         | Conocida como Dracula: Voyage of the Demeter en algunos mercados internacionales |
| 2023 | Lies We Tell †                   | Edward         | Inspirada en la novela Uncle Silas de Sheridan Le Fanu                           |

### Televisión
| Título              | Año       | Papel         | Cadena          | Notas                      | Ref(s) |
| ------------------- | --------- | ------------- | --------------- | -------------------------- | ------ |
| The Young Offenders | 2018–2020 | Jock O'Keeffe | RTÉ2; BBC Three | Protagonista; 13 episodios | [ 15 ] |
| Bloodlands          | 2020-2021 | Birdy         | BBC One; RTÉ1   |                            | [ 16 ] |

### Teatro
| Título                   | Año  | Papel | Teatro             | Ref(s) |
| ------------------------ | ---- | ----- | ------------------ | ------ |
| El teniente de Inishmore | 2018 | Davey | Teatro Noël Coward | [ 9 ]  |